# HD 220096
HD 220096，又名CD-2716284，SAO 191840、HR 8883，是一颗恒星，视星等为5.64，位于銀經28.15，銀緯-69.95，其B1900.0坐标为赤經23h 15m 55.8s，赤緯-27° -69.95′ 4″。